# Заметая следы
«Заметая следы» (англ. Tail Lights Fade) — канадский комедийно-драматический фильм Малкольма Ингрэма 1999 года. В фильме снимались Таня Аллен, Джейк Бьюзи, Брекин Мейер, Дениз Ричардс, Элизабет Беркли и Лиза Мэри.

## Сюжет
За хранение наркотиков арестован Бен. Полиция нашла у него при себе небольшое количества «травки». Энджи, сестра Бена, знает, что её брат наркоторговец. Она знает, что у него целый гидропонный цех по выращиванию марихуаны и что это только дело времени, когда полиция найдёт его. Когда же это случится, её брату будет грозить большой срок. Энджи принимает решение срочно ехать в Ванкувер, чтобы уничтожить «плантацию» и спасти брата. Сама Энджи живёт в Торонто, а денег на перелёт на самолёте у неё нет, таким образом, ей придётся пересечь всю страну на машине. Энджи берёт с собой своего парня Коула. Тот в свою очередь работает в автомастерской и не может оставить её на своего друга и безалаберного коллегу Брюса, которого ему приходится также взять с собой. Брюс в свою очередь берёт свою подружку Венди. Две пары на двух машинах отправляются в путешествие, а чтобы эта поездка не была скучной, парни устраивают гонки. Победитель должен первым добраться до цели, при этом, посетив все оговоренные заранее контрольные точки, на которых нужно сделать снимок.
Энджи нашла себе работу в соседнем городе. Коул знал об этом и раньше, но именно сейчас в поездке он узнаёт, что она не хочет, чтобы он ехал вместе с ней. При этом с точки зрения Энджи это не расставание, а ей просто нужно личное пространство. Коул же воспринимает это именно как то, что Энджи бросает его. Постепенно он начинает задумываться о том, чтобы извлечь выгоду из этой поездки. Ведь марихуану не обязательно уничтожать, её можно продать самим. Так подзаработать не против и Брюс, который постоянно в долгах, и Венди, которую недавно опять уволили с работы. За спиной у Энджи Коул ведёт переговоры с Евой, подружкой Бена, чтобы разузнать, где находится гидропонный цех. У Евы такой информации нет, но заработать на марихуане своего парня, пока тот сидит в тюрьме, она сама не против. Параллельно за наркотиками охотятся бандиты.
Наконец вся компания пребывает на место, но ни украсть, ни уничтожить марихуану они не успевают, так как к цеху приближается полиция. Коул в последний момент принимает решение поджечь его, однако после этого просто сбегает на машине, бросив всех остальных.

## В ролях
- Таня Аллен — Энджи
- Джейк Бьюзи — Брюс
- Брекин Мейер — Коул
- Дениз Ричардс — Венди
- Элизабет Беркли — Ева
- Лиза Мэри — Китти
- Джеймс Вулветт — Бен
- Тайлер Лэбин — Брайан
- Джейсон Мьюз — работник кухни

## Производство
Режиссёр Малкольм Ингрэм вспоминал, что производство фильма проходило очень сложно. Съёмочный график был сокращён на 12 дней. Продюсер в какой-то момент сделал предложения двум разным актрисам, Лизе Мэри и Элизабет Беркли, одновременно, а поскольку они обе согласились, то пришлось переписывать сценарий, чтобы взять в фильм обеих. Ингрэм отметил, что сам был ещё совсем «зелёным» и не имел опыта работы в таких условиях, и в итоге получилось совсем не то, что задумывалось.

## Отзывы критиков
На сайте Rotten Tomatoes рейтинг «свежести» фильма составляет 0 % на основе 6 рецензий, что означает, что все рецензии на фильм были негативными. По мнению The A.V. Club, в этом фильме есть всё, что нужно для создания нормального небольшого фильма категории B: простой сюжет, красивые девушки, приличный саундтрек и быстрые автомобили, но режиссёр превратил фильм в скучную болтливую комедийную драму про отношения.